# Eduard Oberg

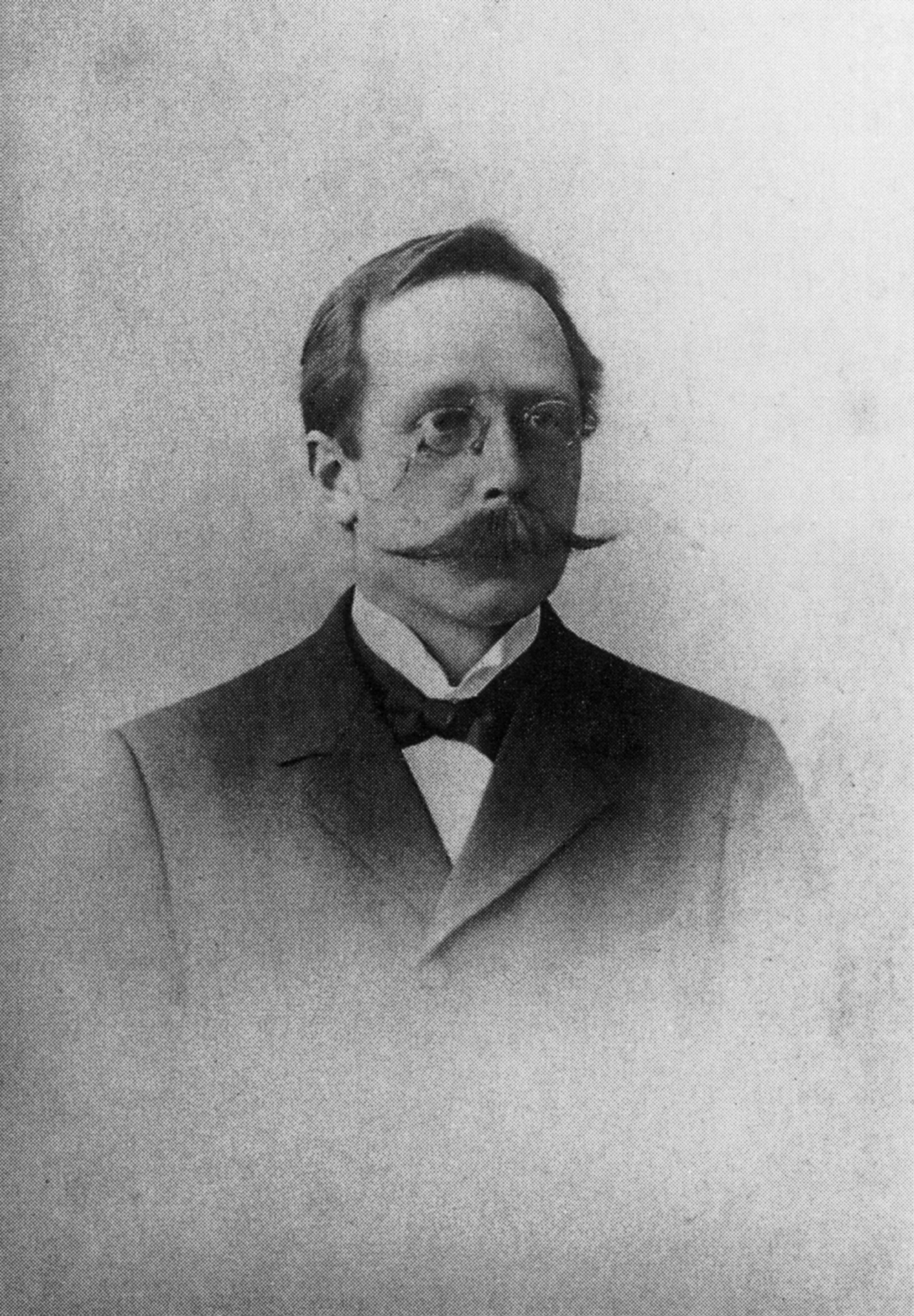
Eduard Oberg

Heinrich Gerhard Eduard Oberg (* 16. September 1858 in Hamm; † 1. Oktober 1917 in Berlin) war ein deutscher Betriebssekretär der Königlich Preußischen Staats-Eisenbahn, wurde aber auch, wohl zur Tarnung, als Jurist bezeichnet.  Er setzte sich besonders für die homosexuelle Emanzipationsbewegung seiner Zeit ein.

## Leben
Oberg war ein Sohn des Wirts und Bäckers Carl Diedrich Oberg und seiner Frau Henriette Wilhelmine Isenbeck. Nach seiner Ausbildung war er in der preußischen Verwaltung als Eisenbahnbeamter, zunächst in seiner Heimatstadt Hamm, 1897 bis 1903 in Hannover, dann bis etwa 1910 in Bromberg und schließlich in Berlin, nun als Privatier. Über Max Spohr, Verleger des Buches Sappho und Sokrates von Magnus Hirschfeld, lernte er 1896 diesen kennen. Das Wissenschaftlich-humanitäre Komitee (WhK) wurde am 15. Mai 1897 durch Hirschfeld, Spohr, Oberg und den Schriftsteller Franz Joseph von Bülow in Berlin gegründet. Oberg hat das WhK nicht nur finanziell erheblich unterstützt, sondern wurde auch ab 1910 WhK-Obmann im Führungsgremium. 1917 nahm sich Oberg im Ersten Weltkrieg mit 59 Jahren das Leben. Bei der Trauerfeier auf dem Berliner Zentralfriedhof am 8. Oktober 1917 hielt Whk-Sekretär Georg Plock die Gedächtnisrede. "Freudarm war seine Jugend, ohne Glück sein Jünglingsalter, enttäuschungsreich und schwer und im Grunde einsam seine Mannesjahre bis zum Tode."